# Obergoms
Obergoms – miejscowość i gmina (Politische Gemeinde) w południowej Szwajcarii, w kantonie Valais, w okręgu (Bezirk) Goms. Leży nad Rodanem.

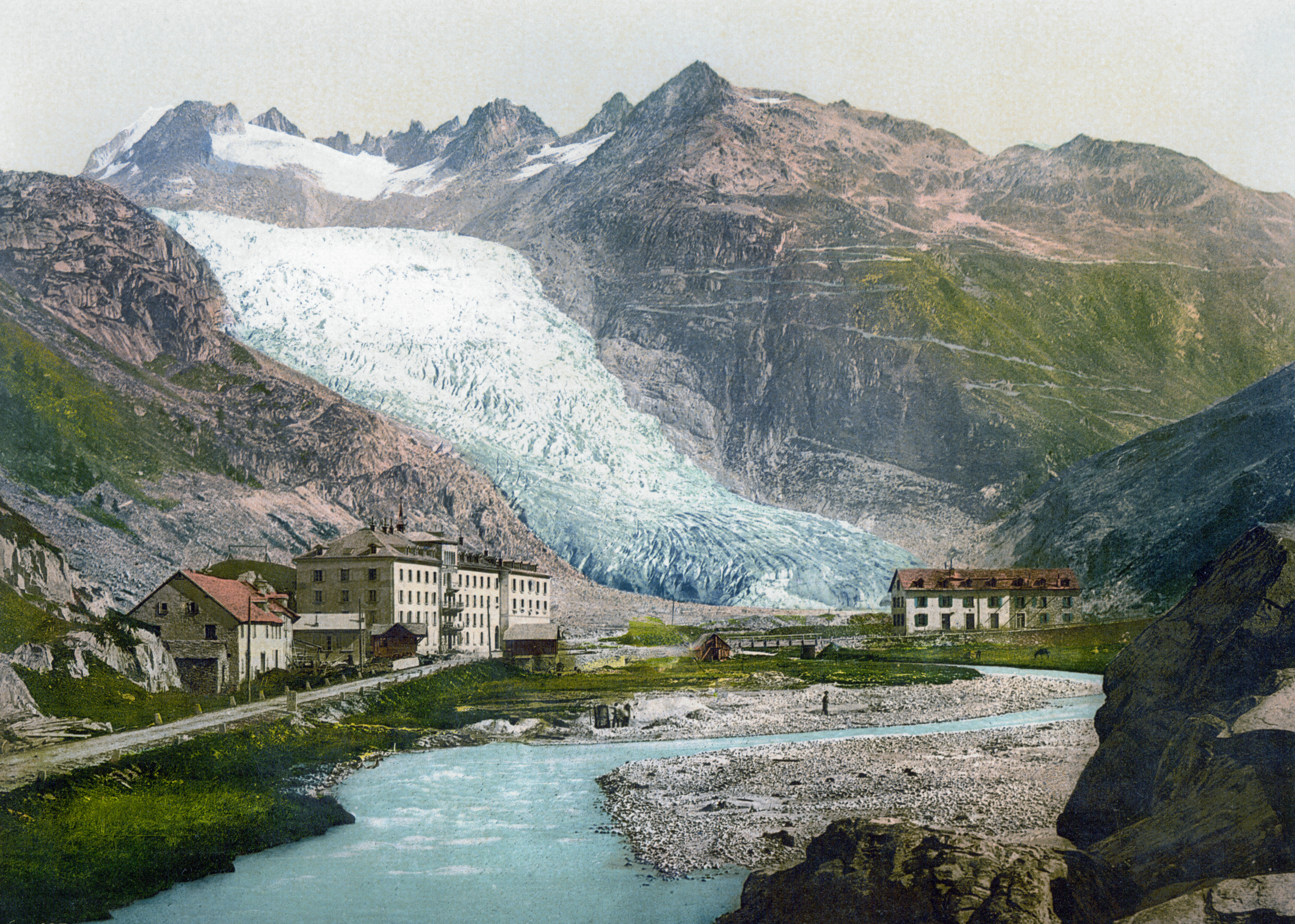
Widok na lodowiec Rodanu 1890-1905

Gmina powstała 1 stycznia 2009 w wyniku połączenia gmin Obergesteln, Oberwald i Ulrichen.

## Podział administracyjny
- Obergesteln została po raz pierwszy wspomniana w dokumentach w 1322 roku jako castellione[3]. W 1415 roku została wspomniana jako Obergestillen[3].

W 2000 roku 93,8% mieszkańców gminy mówiło w języku niemieckim, 4,1% mieszkańców w języku serbsko-chorwackim, a 1,1% populacji w języku czeskim. Jedna osoba zadeklarowała znajomość języka francuskiego.
- Oberwald została po raz pierwszy wspomniana w dokumentach w 1386 roku jako Superiore Valde[5]. W 1419 roku została wspomniana jako Oberwaldt[5].

W 2000 roku 95,8% mieszkańców gminy mówiło w języku niemieckim, 2,3% mieszkańców w języku serbsko-chorwackim, a 0,70,8 populacji w języku włoskim. Jedna osoba zadeklarowała znajomość języka francuskiego.
- Ulrichen została po raz pierwszy wspomniana w dokumentach w 1235 roku jako Vlrighingen[6]. W 1240 roku została wspomniana jako holriquinguen[6].

W 2000 roku 96,4% mieszkańców gminy mówiło w języku niemieckim, 1,4% mieszkańców w języku włoskim, a 1,3% populacji w języku portugalskim. Jedna osoba zadeklarowała znajomość języka włoskiego.

## Demografia
W Obergoms 31 grudnia 2022 roku mieszkało 640 osób. 

Zmiany w liczbie ludności są przedstawione na poniższym wykresie:

## Transport
Przez teren gminy przebiegają drogi główne nr 6, nr 19 i nr 413.